# Yoichiro Nambu
Yoichiro Nambu ili Joičiro Nambu (Tokio, 18. siječnja 1921. – Osaka, 5. srpnja 2015.), američki fizičar japanskoga podrijetla. Doktorirao (1952.) na Tokijskom sveučilištu. Bio je profesor na Sveučilištu u Osaki (od 1949. do 1952.), radio je u Institutu za viša znanstvena istraživanja u Princetonu, New Jersey (od 1952. do 1954.), potom bio profesor na Čikaškom sveučilištu (od 1954. do 1991.). Bavio se kvantnom kromodinamikom i prvi je predložio model u kojem gluoni prenose jaku nuklearnu silu između kvarkova unutar nukleona (proton ili neutron). Jedan je od utemeljitelja teorije struna. Za otkriće mehanizma spontanoga lomljenja simetrije u subatomskoj fizici dobio Nobelovu nagradu za fiziku 2008. (te su godine nagrađeni i M. Kobayashi i T. Maskawa).

## CP-simetrija
CP-simetrija je simetrija zakona fizike s obzirom na zajedničku promjenu naboja i parnosti odnosno zahtjev da se jednako odvijaju procesi u našem svijetu i svijetu koji bi se dobio od njega uzastopnom primjenom prostornog zrcaljenja (P-transformacijom) i zamjenom čestica antičesticama (C-transformacijom). Odstupanje od te simetrije (CP-narušenost) jedan je od preduvjeta za stvaranje viška materije prema antimateriji u svemiru, a time i preduvjet našega postojanja. CP-narušenost otkrivena je u slabim raspadima K-mezona (James Cronin i Val Logsdon Fitch, 1964.), a u novije doba mjeri se i u raspadima B-mezona.

### Teorija struna
Teorija struna je teorijski fizikalni i kozmološki model kojim se povezuju kvantna fizika i teorija gravitacije. U tom se modelu čestice, predočene različitim načinima titranja struna, nalaze u desetodimenzionalnom prostorno-vremenskom svijetu. Strune, tanke niti duljine 10–31 metara, titranjem na jedan način čine fotone, na drugi način gravitone, a na neki treći način elektrone. Teorija se ne može pokusima provjeriti.
Teorija superstruna proširena je teorija struna. Obuhvaća supersimetrije i još veći broj prostorno-vremenskih dimenzija.